# Gammel Dansk

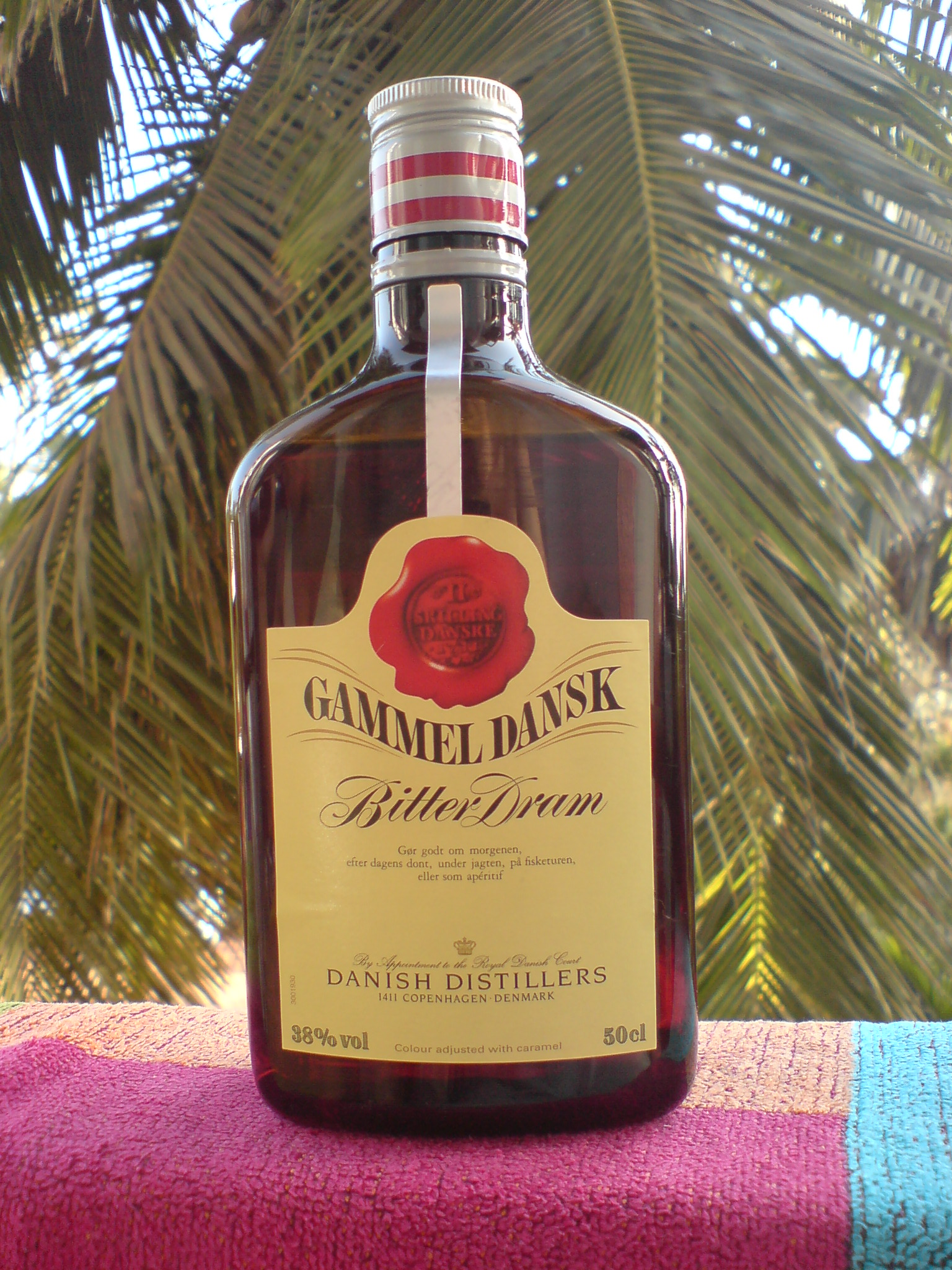
Gammel Dansk

Gammel Dansk — биттер, производимый компанией Arcus-Gruppen в Осло, Норвегия, изначально разработанный и производимый компанией Danish Distillers в Дании. Традиционно датчане пьют его по определенным праздничным случаям, часто в связи с завтраком, бранчем или на годовщинах свадеб и празднованиях дней рождения (которые в Дании традиционно начинаются утром). Название «Gammel Dansk» переводится с датского как «старый датский».

## Описание
Gammel Dansk — это горький ликер, изначально созданный, чтобы составить конкуренцию другим горьким напиткам, таким как Underberg и Fernet Branca, на датском рынке. Он выдерживается с 29 видами трав, специй и даже цветов, что делает его похожим на другие желудочные биттеры, такие как Peychaud's Bitters или Jägermeister. Эти травы и специи включают в себя ягоды рябины, дягиль, звездчатый анис, мускатный орех, анис, имбирь, лавр, желтую горечавку, севильский апельсин и корицу. Полный рецепт держится в секрете.